# Tai Abed
Tai Abed (hebreo: תאי עבד; Tel Aviv, Israel, 3 de agosto de 2004) es un futbolista israelí que juega de centrocampista en el Jong PSV de la Eerste Divisie.

## Estadísticas

### Clubes
Actualizado al último partido disputado el 8 de noviembre de 2024.
| Club                    | Div.          | Temporada     | Liga  | Liga  | Liga   | Copas nacionales | Copas nacionales | Copas nacionales | Copas internacionales | Copas internacionales | Copas internacionales | Total | Total | Total  |
| Club                    | Div.          | Temporada     | Part. | Goles | Asist. | Part.            | Goles            | Asist.           | Part.                 | Goles                 | Asist.                | Part. | Goles | Asist. |
| ----------------------- | ------------- | ------------- | ----- | ----- | ------ | ---------------- | ---------------- | ---------------- | --------------------- | --------------------- | --------------------- | ----- | ----- | ------ |
| Jong PSV · Países Bajos | 2.ª           | 2023-24       | 24    | 4     | 1      | —                | —                | —                | —                     | —                     | —                     | 24    | 4     | 1      |
| Jong PSV · Países Bajos | 2.ª           | 2024-25       | 14    | 5     | 2      | —                | —                | —                | —                     | —                     | —                     | 14    | 5     | 2      |
| Jong PSV · Países Bajos | Total club    | Total club    | 38    | 9     | 3      | 0                | 0                | 0                | 0                     | 0                     | 0                     | 38    | 9     | 3      |
| Total carrera           | Total carrera | Total carrera | 38    | 9     | 3      | 0                | 0                | 0                | 0                     | 0                     | 0                     | 38    | 9     | 3      |